# Élections municipales de 2020 à Saint-Étienne
Pour un article plus général, voir Élections municipales de 2020 dans la Loire.
Le premier tour des élections municipales à Saint-Étienne a lieu le 15 mars 2020 pour le renouvellement du conseil municipal et du conseil métropolitain.
Comme dans toutes les communes de 1 000 habitants et plus, les élections à Saint-Étienne sont municipales et intercommunales. Chaque bulletin de vote comporte deux listes : une liste de candidats aux seules élections municipales et une liste de ceux également candidats au conseil métropolitain.
En raison de la propagation du coronavirus (Covid-19), le second tour est, comme dans le reste de la France, reporté de trois mois.

## Résultats précédents
- Maire sortant : Gaël Perdriau (LR)
- 59 sièges à pourvoir (population légale 2011 : 170 049 habitants)

## Candidats

### Lutte ouvrière
Romain Brossard est choisi comme tête de liste pour ces élections par Lutte ouvrière.

### La France insoumise / Nouveau Parti anticapitaliste / Sainté Debout / Gilets Jaunes / Pour une écologie populaire et sociale
Andrée Taurinya, ancienne candidate de La France insoumise (LFI) aux élections législatives de 2017, est choisie à la tête d'une liste d'alliance entre LFI, le Nouveau Parti anticapitaliste (NPA), Sainté Debout, les Gilets jaunes et Pour une écologie populaire et sociale (PEPS).

### Parti socialiste / Parti communiste français / Génération.s / Place publique / Parti radical de gauche
Pierrick Courbon, du Parti socialiste (PS) se présente à la tête d'une liste de rassemblement de la gauche soutenue par le PS, le Parti communiste français (PCF), Génération.s, Place publique (PP) et le Parti radical de gauche (PRG).

### Europe Écologie Les Verts / Génération écologie / Urgence Écologie / Cap21 / Les Écologistes indépendants de la Loire
Olivier Longeon, pour sa troisième participation, présente une liste d'union des écologistes soutenue par Europe Écologie Les Verts (EELV), Génération écologie (GE), Urgence écologie (UE), Cap21 et les Écologistes indépendants de la Loire (EI).

### Parti radical de gauche
Zahra Bencharif est tête de la liste du Parti radical de gauche (PRG) après la décision prise de ne pas soutenir la liste de La République en marche (LREM).

### La République en marche
Patrick Revelli, ancien footballeur, est investi par La République en marche (LREM) pour mener la liste présidentielle.

### Les Républicains / Union des démocrates et indépendants / Mouvement démocrate
Le maire sortant Les Républicains (LR), Gaël Perdriau, est candidat à sa réélection, toujours à la tête d'une coalition qui comprend l'Union des démocrates et indépendants (UDI) et le Mouvement démocrate (Modem).

### Rassemblement national
Sophie Robert est candidate pour le Rassemblement national (RN) et est soutenue par Thierry Mariani et Andréa Kotarac. Figurent aussi sur sa liste des membres du Parti chrétien-démocrate (PCD), de La Droite populaire et de « sensibilité Les Républicains ».

## Sondages

### Premier tour
| Institut | Date                  | Échantillon | LO       | LFI-NPA | PS-PCF  | EELV    | PRG       | LREM    | LR       | RN     | Autres |
| Institut | Date                  | Échantillon | Brossard | —       | Courbon | Longeon | Bencharif | Revelli | Perdriau | Robert |        |
| -------- | --------------------- | ----------- | -------- | ------- | ------- | ------- | --------- | ------- | -------- | ------ | ------ |
| Institut | Date                  | Échantillon |          |         |         |         |           |         |          |        |        |
| Ifop     | 11 au 15 février 2020 | 600         | 1        | 6       | 17      | 14      | —         | 4       | 42       | 16     | —      |

N.B. :
- en gras sur fond coloré : le candidat arrivé en tête du sondage ;
- en gras sur fond blanc le candidat arrivé en deuxième position du sondage.

### Second tour
| Institut | Date                  | Échantillon | PS-PCF-EELV       | LR       | RN     |
| Institut | Date                  | Échantillon | Courbon / Longeon | Perdriau | Robert |
| -------- | --------------------- | ----------- | ----------------- | -------- | ------ |
| Institut | Date                  | Échantillon |                   |          |        |
| Ifop     | 11 au 15 février 2020 | 600         | 35                | 50       | 15     |
| Ifop     | 11 au 15 février 2020 | 600         | 40                | 60       | —      |
| Ifop     | 11 au 15 février 2020 | 600         | —                 | 81       | 19     |

N.B. :
- en gras sur fond coloré : le candidat arrivé en tête du sondage ;
- en gras sur fond blanc le candidat arrivé en deuxième position du sondage.

## Résultats
Les listes menées par Pierrick Courbon et Olivier Longeon fusionnent pour le second tour, menée par Pierrick Courbon, puis Zineb Ouahmane (SE) et l'écologiste étant troisième.
|                                                        |                          |                                           |              |              |             |             |        |        |  |
| Tête de liste                                          | Tête de liste            | Liste                                     | Premier tour | Premier tour | Second tour | Second tour | Sièges | Sièges |  |
| Tête de liste                                          | Tête de liste            | Liste                                     | Voix         | %            | Voix        | %           | CM     | CC     |  |
|                                                        | Gaël Perdriau            | LR - UDI - MoDem - LC - MR - AC - SL - VE | 12 984       | 46,88        | 14 139      | 58,91       | 47     | 33     |  |
| Préférons le défi                                      |                          |                                           | 12 984       | 46,88        | 14 139      | 58,91       | 47     | 33     |  |
|                                                        | Pierrick Courbon         | PS - PCF - G.s - PP - PRG                 | 5 901        | 21,30        | 9 861       | 41,08       | 12     | 9      |  |
| Saint-Étienne demain                                   |                          |                                           | 5 901        | 21,30        | 9 861       | 41,08       | 12     | 9      |  |
|                                                        | Olivier Longeon          | EELV - GÉ - UE - Cap21 - EI               | 3 440        | 12,42        | 9 861       | 41,08       | 12     | 9      |  |
| Le temps de l'écologie                                 |                          |                                           | 3 440        | 12,42        | 9 861       | 41,08       | 12     | 9      |  |
|                                                        | Sophie Robert            | RN - PCD - LDP                            | 2 560        | 9,24         |             |             |        |        |  |
| Saint-Étienne, c'est nous !                            |                          |                                           | 2 560        | 9,24         |             |             |        |        |  |
|                                                        | Patrick Revelli          | LREM                                      | 1 308        | 4,72         |             |             |        |        |  |
| Saint-Étienne avant tout                               |                          |                                           | 1 308        | 4,72         |             |             |        |        |  |
|                                                        | Andrée Taurinya          | LFI - NPA - SE - Gilets jaunes - PEPS     | 871          | 3,14         |             |             |        |        |  |
| St-T La Citoyenne                                      |                          |                                           | 871          | 3,14         |             |             |        |        |  |
|                                                        | Zahra Bencharif          | PRG                                       | 338          | 1,22         |             |             |        |        |  |
| Réinventons Saint-Étienne                              |                          |                                           | 338          | 1,22         |             |             |        |        |  |
|                                                        | Romain Brossard          | LO                                        | 294          | 1,06         |             |             |        |        |  |
| Lutte ouvrière Faire entendre le camp des travailleurs |                          |                                           | 294          | 1,06         |             |             |        |        |  |
|                                                        |                          |                                           |              |              |             |             |        |        |  |
| Votes valides                                          | Votes valides            | Votes valides                             | 27 696       | 98,28        | 24 000      | 97,31       |        |        |  |
| Votes blancs                                           | Votes blancs             | Votes blancs                              | 153          | 0,54         | 377         | 1,53        |        |        |  |
| Votes nuls                                             | Votes nuls               | Votes nuls                                | 333          | 1,18         | 287         | 1,16        |        |        |  |
| Total                                                  | Total                    | Total                                     | 28 182       | 100          | 24 664      | 100         | 59     | 42     |  |
| Abstention                                             | Abstention               | Abstention                                | 59 848       | 67,99        | 63 422      | 72,00       |        |        |  |
| Inscrits / participation                               | Inscrits / participation | Inscrits / participation                  | 88 030       | 32,01        | 88 086      | 28,00       |        |        |  |

### Assemblée municipale élue
|                                      |       |       |      |                                         |  |
| Maire de Saint-Étienne               |       |       |      |                                         |  |
| Gaël Perdriau (LR)                   |       |       |      |                                         |  |
| Parti                                | Sigle | Sigle | Élus | Groupe                                  |  |
| Majorité (47 sièges)                 |       |       |      |                                         |  |
| Divers droite                        |       | DVD   | 19   | Préférons le défi - Majorité municipale |  |
| Les Républicains                     |       | LR    | 14   | Préférons le défi - Majorité municipale |  |
| Union des démocrates et indépendants |       | UDI   | 4    | Préférons le défi - Majorité municipale |  |
| Mouvement démocrate                  |       | MoDem | 3    | Préférons le défi - Majorité municipale |  |
| Les Centristes                       |       | LC    | 3    | Préférons le défi - Majorité municipale |  |
| Parti radical                        |       | PR    | 2    | Préférons le défi - Majorité municipale |  |
| Alliance centriste                   |       | AC    | 2    | Préférons le défi - Majorité municipale |  |
| Opposition (12 sièges)               |       |       |      |                                         |  |
| Divers gauche                        |       | DVG   | 3    | Saint-Étienne demain                    |  |
| Parti socialiste                     |       | PS    | 2    | Saint-Étienne demain                    |  |
| Europe Écologie Les Verts            |       | EÉLV  | 3    | Le temps de l’écologie                  |  |
| Génération écologie                  |       | GÉ    | 1    | Le temps de l’écologie                  |  |
| Divers écologiste                    |       | ÉCO   | 1    | Le temps de l’écologie                  |  |
| Parti communiste français            |       | PCF   | 2    | Communiste                              |  |